# Rhodiola crenulata
Rhodiola crenulata är en fetbladsväxtart som först beskrevs av Joseph Dalton Hooker och Thoms., och fick sitt nu gällande namn av Hideaki Ohba. Rhodiola crenulata ingår i släktet rosenrötter, och familjen fetbladsväxter. Inga underarter finns listade i Catalogue of Life.